# Nhạc Khái
Nhạc Khái (tiếng Trung: 樂欬; bính âm: Le Gai), hay Nhạc Hân (tiếng Trung: 樂訢), tự Tử Thanh (子聲), tôn xưng Nhạc Tử (樂子) người nước Lỗ thời Xuân thu, là một trong thất thập nhị hiền của Nho giáo.

## Cuộc đời
Cuộc đời của Nhạc Khái không được ghi chép lại. Năm 72, thời Hán Minh Đế, Nhạc Khái được phối thờ trong Khổng miếu.